# Czambert János
Czambert János (1781 körül - Nagyvárad, 1850. szeptember 12.) kanonok, teológiai doktor.

## Élete
Teológiai tanulmányait Nagyszombatban végezte, 1805-ben szentelték pappá. Pozsonyban a Szt. Salvator-templom, majd 1810-től a Szt. Márton-templom szónoka, belvárosi káptalan. 1815-től a gróf Frimont családnál nevelő is volt. A pozsonyi Szentháromság egyházának administratora (1836–1843), majd 1845. március 16-ától nagyváradi kanonok. A veronai császári és királyi földműves, kereskedő és művészetek akadémiájának tagja.
Kőnyomatú arcképe német magyarázó szöveggel megvan a hg. Eszterházy-féle metszet-gyűjteményben Budapesten.

## Munkái
- Positiones ex jure naturali publico universali et gentium, jure item ecclesiastico tam publico, quam privato. Pestini, 1824.
- Egyházi beszéd az Orsolya szerzeti tisztelendő szűzek fejedelem asszonyának Anna Mária Constancziának félszázadi örömünnepén, sz. András hava 22. 1835. N.-Várad.
- Sz. kir. Debreczen városában létező kat. lelkészi szentegyház felkenettetése s felszenteltetésének első százados örömünnepét szónokolta… Debreczen, 1836.
- A figyelmeztetett selyemtenyésztő. Buda, 1836. (A Kisfaludy-társaságnak 225 példányt ajánlott fel.)
- A hitgyakorlat honunk boldogulásának alapja. Bécs, 1837. (Szent-István-napi beszéd.)

Kéziratban: Dissertatio de duello (juridica inauguralis.) Pestini, 1824. és Szintelen gyullámindító. N.-Várad, 1833. (Nemz. múzeum kézirattárában.)
Értekezése: Örök villanyindító s egy math. cikke a Tudom. Tárban (1834–35.) jelentek meg.